# Colectivo de creadoras de cómics contra el sexismo
El Colectivo de creadoras de cómics contra el sexismo (Collectif des créatrices de bande dessinée contre le sexisme), también conocido como BD Egalité, es un movimiento de autoras de historieta creado para luchar contra las desigualdades de género en la publicación de historietas. Su creación se anunció en septiembre de 2015. Reunía entonces a 147 miembros (guionistas, dibujantes de cómics, ilustradoras, coloristas) y desde entonces ha ido creciendo.

## Contexto
En 2017, las escritoras y dibujantes de cómics representaban solo el 12,8% de los autores europeos de cómics francófonos y el 48% de los coloristas eran también mujeres, según un informe de la Asociación Francesa de Críticos y Periodistas de Cómics (Association des Critiques et des journales de Bande Dessinée).

## Creación del colectivo
En septiembre de 2013, Lisa Mandel preparó una exposición de parodia: Hombres y cómics (Les Hommes et la BD). En ella recogió los testimonios de una treintena de autoras sobre su situación como mujeres en el mundo del cómic. En la primavera de 2015, antes de una exposición titulada "Cómics de Chicas" (La BD des filles) prevista en el Centro Belga del Cómic, a Jul' Maroh se le pidió que participara. La dibujante consideró que este proyecto era misógino: No existe un género artístico llamado "cómic femenino" (ni "cómic masculino"). Esta categorización margina a las creadoras, aunque algunos argumenten que es un nicho de marketing. Luego, Maroh se puso en contacto con 70 colegas mujeres, la mitad de las cuales había participado en la discusión de 2013 con Mandel. Unos días después, 100 profesionales se sumaron al debate. Redactaron la "Carta de mujeres creadoras de cómics contra el sexismo", denunciando el enfoque de género en su trabajo y sus carreras, llamando a "creadores, editores, instituciones, libreros, bibliotecarios y periodistas" a desligarse de los estereotipos de género y denunciando el "marketing de género". Los testimonios ilustraron experiencias de discriminación en su profesión.

## Escándalo del gran premio del festival de Angoulême de 2016
En 2016, los organizadores del Festival Internacional de Cómics de Angulema propusieron una preselección de treinta nombres para el gran premio de la ciudad de Angulema, que premia toda la carrera de un autor. Su lista no incluía a ninguna mujer. Después de que el colectivo lo sacara a la luz y algunos de sus miembros llamaran a boicotear la votación para denunciar esta falta de diversidad de género, varios artistas preseleccionados pidieron su retirada de la lista íntegramente masculina. La empresa 9emeArt+, organizadora del festival, primero negó el sexismo, afirmando que "Desafortunadamente, hay pocas mujeres en la historia del arte del cómic. Es una realidad. Si vas al Louvre, encontrarás igualmente muy pocas mujeres artistas". La ilustradora Alraun lanzó en Twitter el hashtag #WomenDoBD para dar más protagonismo a las mujeres con carrera en el cómic. Luego, el festival incluyó a seis mujeres nominadas, antes de cambiar permanentemente el método de selección, dejando que los autores eligieran a sus pares: cada miembro de la Academia obtiene un voto libre.
Jessica Abel presentó el debate a los angloparlantes en las redes sociales. Unos meses después, Kelly Sue DeConnick, inspirada por estos eventos, lanzó el hashtag #VisibleWomen para hacer campaña contra la marginación de las mujeres en la creación de cómics.

## Sitio web de BD Egalité y testimonios
Desde sus inicios, la web del colectivo ha incluido un apartado donde las historietistas denuncian conductas misóginas encontradas en su ámbito profesional. En 2017, los medios reaccionaron a la iniciativa "¡Paga tu burbuja!" basada en estos testimonios. Este movimiento se hace eco de otras iniciativas feministas francófonas sobre la misoginia en el lugar de trabajo y en la universidad ("paga tu blusa", "paga tu vestido", "paga tu universidad"...). Algunos de los testimonios están firmados, otros son anónimos y denuncian agresiones verbales, desprecio o gestos inapropiados. Esta iniciativa del Colectivo recibe el apoyo de la Unión Nacional de Autores y Compositores de Historietas.